# VI. SS-Freiwilligen-Armeekorps (lettisches)
Das VI. SS-Freiwilligen-Armeekorps (lettisches), ab März 1945 VI. Waffen-Armeekorps der SS (lett.), war ein Großverband der Waffen-SS im Zweiten Weltkrieg.

## Geschichte
Das Generalkommando VI. SS-Freiwilligen-Armeekorps (lettisches) wurde am 8. Oktober 1943 auf dem Truppenübungsplatz Grafenwöhr zur Führung der beiden lettischen Freiwilligendivisionen der Waffen-SS (15. und 19. lettische SS-Freiwilligen-Division) aufgestellt. Zur Aufstellung wurden Teile des IV. SS-Panzerkorps verwendet, dessen Aufstellung im August begonnen, dann aber abgebrochen worden war. Im Januar 1944 wurde das Korps der 16. Armee der Heeresgruppe Nord zugeführt und bis Mitte des Jahres im Raum Pleskau eingesetzt. Zeitweise war es auch der 18. Armee unterstellt.
Durch die Pskow-Ostrower Operation der Roten Armee im Juli 1944 wurde das Korps nach Livland zurückgedrängt. Die 15. SS-Division wurde dabei so schwer angeschlagen, dass sie in Westpreußen neu aufgestellt werden musste. Sie kam danach nicht mehr im Korpsverband zum Einsatz. Infolge der von September bis November durchgeführten Baltischen Operation wurde das Korps mit dem Rest der Heeresgruppe im Kurland-Kessel eingeschlossen. Es folgten Einsätze in den sechs „Kurlandschlachten“ bis zum Kriegsende.

## Gliederung
Korpstruppen
- SS-Korps-Nachrichten-Abteilung 106
- SS-Werfer-Abteilung 506 (ab Februar 1945)
- Lehr-Bataillon VI. SS-Korps
- schwere SS-Beobachtungs-Batterie 106
- Flak-Batterie VI. SS-Korps
- Pionier-Kompanie VI. SS-Korps
- SS-Nachschubtruppen 106

Unterstellte Divisionen
- 1. Januar 1944: 15. lett. SS-Freiwilligen-Division
- 1. Mai 1944: 93. Infanterie-Division, 19. lett. SS-Freiwilligen-Division, 15. lett. SS-Freiwilligen-Division
- 31. Dezember 1944: 93. Infanterie-Division, 19. lett. SS-Freiwilligen-Division, 227. Infanterie-Division, 12. Panzer-Division, 4. Panzer-Division, 12. Feld-Division (L)
- 12. April 1945: 19. Waffen-Grenadier-Division der SS (lett. Nr. 2), 24. Infanterie-Division, 12. Panzer-Division

## Kommandierende Generale
- 8. Oktober 1943 bis 11. Juni 1944: SS-Obergruppenführer und General der Waffen-SS Karl Pfeffer-Wildenbruch
- 11. Juni bis 21. Juli 1944: SS-Obergruppenführer und General der Waffen-SS Friedrich Jeckeln
- 21. Juli bis 25. Juli 1944: SS-Gruppenführer und Generalleutnant der Waffen-SS Karl von Fischer-Treuenfeld
- 25. Juli 1944 bis 22. Mai 1945: SS-Obergruppenführer und General der Waffen-SS Walter Krüger